# Liste des rois des Asturies
Cet article donne la liste des souverains du royaume des Asturies.
| Rang | Portrait               | Nom                                                                                        | Règne     | Dynastie            | Armoiries |
| ---- | ---------------------- | ------------------------------------------------------------------------------------------ | --------- | ------------------- | --------- |
| 1    | Pélage                 | Pélage le Conquérant (v. 675, ? – 737, Cangas de Onís) mort à 62 ans environ               | 718 – 737 | Cantabrio-Pelagiens |           |
| 2    | Favila                 | Favila (v. 690, ? – 739, ?) mort à 49 ans environ                                          | 737 – 739 | Cantabrio-Pelagiens |           |
| 3    | Alphonse le Catholique | Alphonse Ier le Catholique (v. 693, Cantabrie – 757, Cangas de Onís) mort à 61 ans environ | 739 – 757 | Cantabrio-Pelagiens |           |
| 4    | Fruela Ier             | Fruela Ier (v. 722, Cangas de Onís – 757, ?) mort à 35 ans environ                         | 757 – 768 | Cantabrio-Pelagiens |           |
| 5    | Aurelio                | Aurelio (v. 740, León – 774, Langreo) mort à 34 ans environ                                | 768 – 774 | Cantabrio-Pelagiens |           |
| 6    | Silo                   | Silo (v. 730, ? – 783, Pravie) mort à 53 ans environ                                       | 774 – 783 | Cantabrio-Pelagiens |           |
| 7    | Mauregat               | Mauregat (v. 730, ? – 789, Pravie) mort à 59 ans environ                                   | 783 – 789 | Cantabrio-Pelagiens |           |
| 8    | Bermude Ier            | Bermude Ier le Diacre (v. 740, ? – 791, Oviedo) mort à 51 ans environ                      | 789 – 791 | Cantabrio-Pelagiens |           |
| 9    | Alphonse II            | Alphonse II le Chaste (v. 760, Oviedo – 842, Oviedo) mort à 82 ans environ                 | 791 – 842 | Cantabrio-Pelagiens |           |
| 10   | Ramire Ier             | Ramire Ier (v. 790, Oviedo – 1er février 850, Oviedo) mort à 60 ans environ                | 842 – 850 | Cantabrio-Pelagiens |           |
| 11   | Ordoño Ier             | Ordoño Ier (821, Oviedo – 27 mai 866, Oviedo) mort à 45 ans                                | 850 – 866 | Cantabrio-Pelagiens |           |
| 12   | Alphonse III           | Alphonse III le Grand (v. 848, ? – 20 décembre 910, ?) mort à 62 ans environ               | 866 – 910 | Cantabrio-Pelagiens |           |